# История Бахчисарайского района
Бахчисарайский район был образован постановлением Крымревкома от 8 января 1921 года из территорий бывших Дуванкойской, Богатырской, Каралезской и части Тав-Бадракской волостей. Сёла, расположенные в долинах Альмы и Западного Булганака, ранее относившиеся также к Тав-Бадракской волости, были включены в состав Симферопольского района.
При этом сёла Каралезской волости Уппа, Шули, Чоргунь и Узенбашик, а также Бельбек и Камышлы Дуванкойской волости были переданы в Севастопольский (позже — Балаклавский) район. На 1 января 1925 года в районе было 76 селений в 17 сельсоветах при 35 004 жителях.

## 1926 год
На 1926 год район включал 35 сельсоветов и 78 сёл, 7459 дворов, 46 953 жителя (из них в Бахчисарае 9 544), площадь района составила 1527 км². Так же в район включили большое количество железнодорожных, шоссейных и лесных казарм, бараков и будок, включая Ай-Петринскую метеостанцию. Большинство сельсоветов создавалось по принципу одно село — один совет, но были советы, включавшие большее число населённых пунктов.

| - Аиргульский сельсовет: Аиргуль Верхний, Аиргуль Нижний, - Аджи-Булатский сельсовет: Аджи-Булат, Орта-Кисек-Улукул - Актачинский сельсовет: Актачи - Ак-Шеихский сельсовет: Ак-Шеих, Чоткара - Албатский сельсовет: Албат - Александро-Михайловский сельсовет: Александро-Михайловка, Андреевка, - Биюк-Каралезский сельсовет: Баркой, Биюк-Каралез, Кабарты, Орта-Каралез, - Биюк-Отаркойский сельсовет: Биюк-Отаркой, Заланкой, Орта-Кисек-Отаркой, - Биюк-Сюреньский сельсовет: Биюк-Сюрень, Кучук-Сюрень (русский), Кучук-Сюрень (татарский), - Биюк-Узенбашский сельсовет: Биюк-Узенбаш, - Биюк-Яшлавский сельсовет: Биюк-Яшлав, Казбий-Эли, Сакал, - Бия-Сальский сельсовет: Бия-Сала, Шуры - Богатырский сельсовет: Богатырь, Махульдур - Гавринский сельсовет: Гавро, - Голумбейский сельсовет: Голумбей, - Дуванкойский сельсовет: Гаджикой(Аджи-кой), Бельбек, Дуванкой, - Ени-Сальский сельсовет: Ени-Сала, - Идеш-Эльский сельсовет: Баккал-Су, Идеш-Эли, Кучук-Яшлав, Отеш-Эли, Эвель-Шейх - Керменчикский сельсовет: Керменчик Верхний, - Коккозский сельсовет: Коккозы, - Коклузский сельсовет: Коклуз, | - Колымтайский сельсовет: Колымтай, Эфендикой, - Коушский сельсовет: Коуш, - Кучук-Узенбашский сельсовет: Кучук-Узенбаш - Лакинский сельсовет: Керменчик Нижний, Лаки - Мамашайский сельсовет: Мамашай - Мангушский сельсовет: Мангуш - Маркурский сельсовет: Маркур - Ново-Бодракский сельсовет: Ново-Бодрак - Отарчикский сельсовет: Карло, Отарчик - Пычкинский сельсовет: Анастасьевка, Кош-Дегермен, Пычки - Стильский сельсовет: Стиля - Сююрташский сельсовет: Сююрташ - Татар-Османский сельсовет: Татар-Османкой - Тебертинский сельсовет: Сюрень (ж.д.ст.), Теберти, Толе, - Топчикойский сельсовет: Аранкой, Топчикой, - Улаклынский сельсовет: Балта-Чокрак, Улаклы - Улу-Сальский сельсовет: Авджикой, Улу-Сала - Фоти-Сальский сельсовет: Фоти-Сала - Черкез-Керменский сельсовет: Черкез-Кермен - Эски-Эльский сельсовет: Аранчи, Эски-Эли - Юхары-Каралезский сельсовет: Адым-Чокрак, Ходжа-Сала, Юхары-Каралез - Янджинский сельсовет: Янджо |

На 1 октября 1931 года население района составило 56100 человек в 102 населённых пунктах.
В 1935 году из сёл, расположенных в верхней части долины Бельбека был образован новый, Фотисальский район (позже — Куйбышевский район). Видимо, тогда же в состав района передали из Симферопольского района сёла, лежащие в Альминской долине, и низовьях Западного Булганака, потому как на 1931 год в районе было такое же число сельсоветов: 39 (к 1938 году их число сократилось до 34) и 214 различных населённых пунктов (видимо, сюда включены всевозможные дорожные будки и казармы). Площадь района составила 2 376 км² ., число жителей — 38 850.. 7 марта 1939 года Президиум Верховного Совета РСФСР принял решение о передаче Севастополю прибрежной зоны, включая сёла Кача и Андреевка.

## 1939 год
По данным всесоюзной переписи населения 1939 года численность жителей составила 46888 человек. В национальном отношении было учтено:
| Национальность  | Численность |
| --------------- | ----------- |
| Крымские татары | 26119       |
| Русские         | 13619       |
| Украинцы        | 4242        |
| Греки           | 865         |
| Крымские немцы  | 507         |
| Евреи           | 310         |
| Болгары         | 204         |
| Армяне          | 91          |

## 1940 год
На 1940 год, согласно справочникам, площадь составляла 1,1 тыс. км.кв, район включал 1 город и 32 сельсовета:

## 1945 год. Переименования
21 августа 1945 года Президиум Верховного Совета РСФСР переименовал сельские Советы по Бахчисарайскому району

| - Аджи-Булатский сельсовет — в Угловский - Азекский сельсовет — в Плодовский - Актачинский сельсовет — в Фурмановский - Ак-Шеихский сельсовет — в Краснозорский - Альма-Тамакский сельсовет — в Песчановский - Альма-Тарханский сельсовет — в Красноармейский - Базарчикский сельсовет — в Почтовский - Би-Эльский сельсовет — в Дорожновский - Биюк-Яшлавский сельсовет — в Репинский - Бия-Сальский сельсовет — в Верхореченский - Голюмбейский сельсовет — в Некрасовский - Дуванкойский сельсовет — в Верхнесадовский - Идешельский сельсовет — в Нагорновский - Калымтайский сельсовет — в Тенистовский - Кишенский сельсовет — в Гореловский - Коушский сельсовет — в Шелковновский | - Мамашайский сельсовет — в Орловский - Мангушский сельсовет — в Партизановский - Ново-Бодракский сельсовет — в Трудолюбовский - Пычкинский сельсовет — в Баштановский - Салачикский сельсовет — в Старосельский - Стильский сельсовет — в Лесниковский - Сююрташский сельсовет — в Белокаменский - Тав-Бадракский сельсовет — в Скалистовский - Тибертинский сельсовет — в Тургеневский - Топчикойский сельсовет — в Долинновский - Улаклынский сельсовет — в Глубокоярский - Улу-Сальский сельсовет — в Зелёновский - Ханышкойский сельсовет — в Отрадненский - Эски-Эльский сельсовет в Вишневский - Эски-Юртский сельсовет — в Подгородненский |

Из довоенных сельсоветов собственное название сохранил только Ново-Васильевский.
18 мая 1948 года Указом Президиума Верховного Совета РСФСР были переименованы остальные сёла района.
В 1948 году, в связи с приданием Севастополю особого статуса, в его состав были переданы сёла Орловского и Вишнёвского сельсоветов.

### Реформы 1960-х годов
30 декабря 1962 года, согласно Указу Президиума Верховного Совета УССР «Об укрупнении сельских районов Крымской области», были ликвидированы Балаклавский, Куйбышевский и Симферопольский районы. Их территории, за исключением Донского, Мазанского и Литвиненковского сельсоветов, а также часть Сакского (Кольчугинский сельсовет) были включены в состав Бахчисарайского, а площадь района составила 3 459 кв.км. Правда, вскоре Указом Президиума Верховного Совета УССР от 04 января 1965 года Симферопольский район был восстановлен, Орлиновский сельсовет был возвращён в состав Балаклавского района Севастополя, был установлен следующий состав района: Куйбышевский и Почтовский поссоветы, сельсоветы — Верхнесадовский, Вилинский, Голубинский, Зелёновский, Красномакский, Предущельненский, Подгородненский, Плодовский, Скалистовский, Тенистовский и Терновский.

## 1968 год[21]
По состоянию на 1968 год в районе было 2 поссовета: Куйбышевский и Почтовский, в современном составе за исключением упразднённых позже сёл Емельяновка, Шепетовка и Подлесное, и 10 сельсоветов в следующем составе:
- Верхореченский: Верхоречье , Баштановка, Загорское, Кудрино, Лесниково, Машино, Охотничье, Предущельное , Синапное, Шахты, Шелковичное ;
- Вилинский: Вилино, Береговое, Песчаное, Рассадное, Табачное, Угловое;
- Голубинский и Зелёновский сельсоветы в современных составах;
- Красномакский сельсовет пока без Ходжа-Салы но ещё с селом Крепкое (Черкез-Кермен);
- Плодовский сельский совет: Плодовое, Брянское, Горка, Дорожное, Дубровка, Каштаны, Кочергино, Отрадное, Шевченково;
- Подгородненский сельский совет: Подгородное, Ароматное, Белокаменное, Викторовка, Дачное, Длинное, Долинное, Железнодорожное, Маловидное, Мостовое, Новенькое, Репино, Речное, Розовое, Сирень, Тургеневка, Фурмановка;
- Скалистовский и Тенистовский сельсоветы в современном составе;
- Терновский сельский совет (передан в состав Севастополя в 1992 году.[22]) : Терновка, Гористое, Кучки, Родное, Хворостянка.

К 1977 году сельсоветы района, за исключением Вилинского, который объединял Вилино, Береговое, Песчаное и Рассадное, обрели современный состав (кроме ликвидированных раньше и позже сёл).

## 1989 год
По данным переписи 1989 года в районе проживал 87991 человек. В национальном отношении было учтено: